# 中国2010年上海世界博览会摩洛哥馆

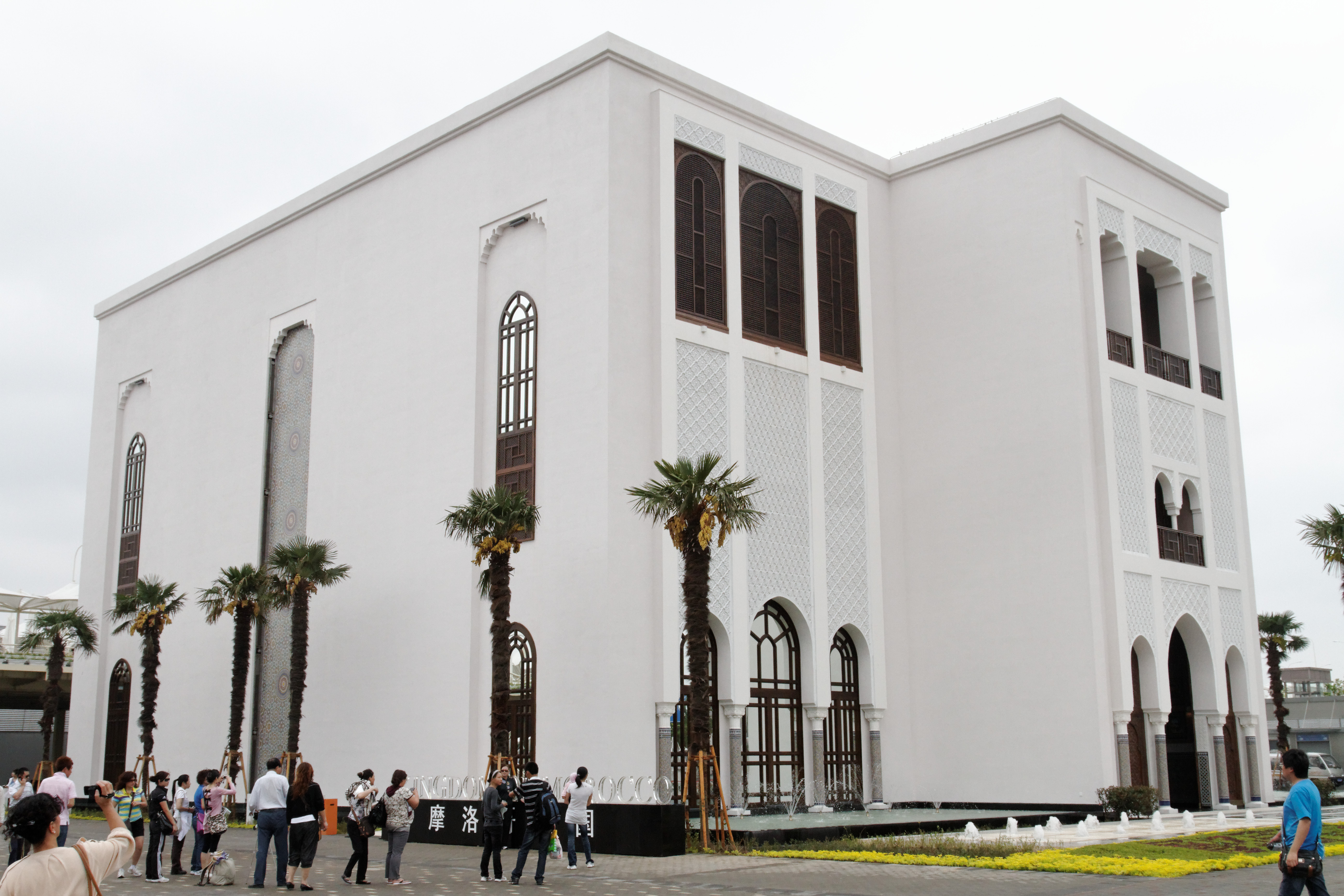
摩洛哥馆

中国2010年上海世界博览会摩洛哥馆，简称摩洛哥馆（英语：Morocco pavilion at Expo 2010），是中国2010年上海世界博览会代表摩洛哥的展馆，也是唯一以自建馆形式参展的非洲国家，位于世博园区A片区。其展馆的主题为“摩洛哥城市居民的生活艺术”，该展馆的国家馆日为9月30日。摩洛哥馆的展示内容为摩洛哥丰富的传统文明遗产和当代城市居民的生活艺术。